# Cottingley (Bradford)
Cottingley es una villa dentro del distrito metropolitano de la ciudad de Bradford, en Yorkshire del Oeste, Inglaterra. Está ubicada entre los pueblos de Shipley y Bingley, y se hizo célebre debido a una serie de fotografías tomadas a principios del siglo XX donde se mostraban supuestas hadas reales.

## Geografía

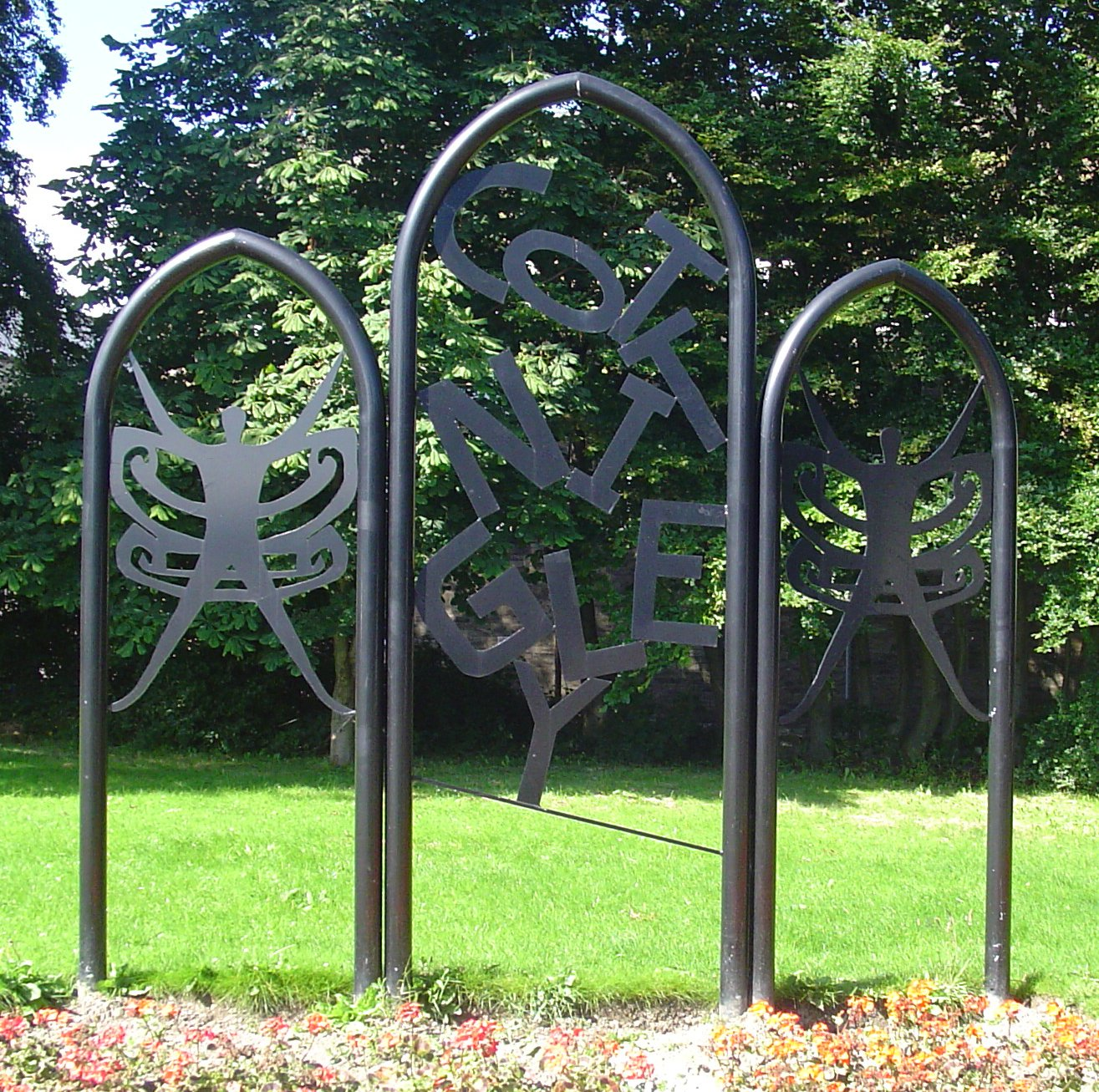
Poste de hadas en Cottingley.

La villa está ubicada en el Valle de Aire entre dos pueblos más grandes, Shipley y Bingley, aproximadamente a 100 metros sobre el nivel del mar. Hacia el norte se encuentra la ruta A650. Originalmente, Cottingley se encontraba en la ruta principal antes de que se construyera la carretera desde el puente hasta Bingley en 1825. La tierra al este de la ruta B6269 es principalmente plana que al oeste se eleva a una altitud de 170 metros en March Cote Farm. El arroyo Cottingley (Cottingley Beck) corta un canal profundo, estrecho y rocoso que fluye al norte del Río Aire.
El área se encuentra en Millstone Grit. Las cuestas inferiores están cubiertas con arcilla rocosa y algunos depósitos aluviales, y también hay signos de flujo glaciar. Se ha encontrado carbón y otro tipo de minerales en la zona. Hacia el sur también se pueden encontrar rocas carboníferas. Antiguos pozos de minas desarreglan los campos a ambos lados del camino Cottingley Cliff. Estos se muestran como antiguos pozos de carbón en un mapa del área en 1852, lo que parece sugerir que algunos aún estaban siendo trabajados en aquel entonces.

## Población
En 1861 Cottingley tenía 667 habitantes, la mayoría dedicados a actividades agrícolas y ganaderas. En 1921, la población tuvo un leve aumento a 751. En 1991, la ciudad alcanzó su mayor número de habitantes, registrando un aumento a 4847. Según los datos del último censo realizado el año 2001, Cottingley posee 4492 habitantes, y la actividad económica predominante es la industria manufacturera.  Archivado el 29 de junio de 2015 en Wayback Machine.

## Comunidad
El 2014 la comunidad de Cottingley se reunió para conformar Cottingley Village History Society (en español, Sociedad de la Historia de la Villa de Cottingley) con el objetivo de proporcionar una base común de encuentro para el estudio y discusión. Vecinos de todas las edades se reúnen para conversar y enseñar sobre la historia y patrimonio de la localidad. Hasta el día de hoy, se reúnen e invitan a quiénes deseen participar, difundir y adentrarse en la peculiar historia de esta villa. 

## Hadas de Cottingley
La historia de las Hadas de Cottingley comienza con las fotografías que tomaron Elsie Wright y Frances Griffiths, dos primas de 16 y 10 años respectivamente, en el sector de Cottingley Beck en julio de 1917. En las imágenes se aprecian junto a las niñas unos seres diminutos que parecen ser hadas, seres fantásticos pertenecientes al folclore europeo y muy popularizados en los cuentos infantiles.
El hecho, al conocerse públicamente en 1919, causó un gran revuelo tanto a nivel nacional como internacional, debido a que las fotografías podrían convertirse en la evidencia para confirmar la existencia de hadas y otros espíritus elementales. Debido a la poca capacidad técnica en aquel entonces para verificar la autenticidad de las fotografías, algunos fotógrafos las consideraron verídicas, si bien la empresa Kodak les negó la autenticidad argumentando que existían muchas formas de adulterarlas.
Entre las personas interesadas en este suceso se encontraba el escritor y poeta Arthur Conan Doyle, quien además profesaba el espiritualismo. La noticia se dio a conocer mientras Conan Doyle realizaba un artículo sobre hadas para la revista The Strand, por lo que se contactó con el líder teosofista Edward Gardner -quien defendía la autenticidad de las fotografías- para acceder a mayor información. Ambos intentaron convencer a las primas Elsie y Frances para que tomaran más fotografías a las hadas. Mientras el escritor se encontraba en Australia, The Strand publicó el artículo llamado "Hadas fotografiadas – un suceso memorable", provocando una ola de reacciones tanto positivas como negativas.
En 1981, las primas confesaron a través de una entrevista para la revista The Unexplained que las hadas de las fotografías no eras reales, sino que se trató de un montaje hecho con fines lúdicos. No obstante, Frances sostuvo que efectivamente habían visto a las hadas aquel día y que la última fotografía, que mostraba a dos hadas tomando sol sobre un arbusto, era real.
A pesar de que nunca se pudo confirmar ni desmentir totalmente la autenticidad de las fotografías, la historia se ha convertido en el símbolo de Cottingley y ha consolidado a esta pequeña villa como un importante foco turístico.